# 何卓飛
何卓飛，臺灣教育政策與管理學學者，畢業於省立花蓮師範專科學校、國立臺灣師範大學，淡江大學管理科學研究所博士，歷任中華民國教育部高等教育司司長、體育署署長、體育司司長等，現任佛光大學校長，並於2021年獲得木鐸獎。